# Обстріли Сумської міської громади
Обстріли Сумської міської територіальної громади — серія обстрілів та авіаударів російськими військами території міста Суми та населених пунктів Сумської міської громади Сумського району Сумської області, в ході повномасштабного російського вторгнення в Україну.

## 2022

### 7 березня
Вночі, близько 22:30, російський літак скинув авіабомби на базу відпочинку «Сонячна поляна», що неподалік від села Битиця, загалом працівники бази нарахували чотири воронки від бомб. Також били в офіс агрофірми «ЛСК-11». Також російські літаки скинули бомби у житлових кварталах у Сумах та Охтирці. Про це повідомив голова Сумської обласної військової адміністрації Дмитро Живицький.
У Сумах снаряд влучив в житловий будинок на вулиці Роменська. Потрапляння знищило і пошкодило будинки. За інформацією рятувальників, їм вдалось деблокувати жінку, травмовану передали медикам. Також з-під завалів діставали тіла загиблих людей. Попередньо внаслідок обстрілу загинуло 9 осіб, з них дві дитини. На ранок 8 березня стало відомо, що внаслідок авіабомбардування в Сумах загинула 21 людина, серед них дві дитини.

### 8 березня
Окупанти розбомбили житлові райони Сум. Про це повідомили в Міністерстві оборони України. «Лише одна з цих бомб забрала життя 22 людей, серед яких три дитини», — йдеться в повідомленні. Понад 30 сімей в одному районі Сум залишилися без житла. Є жертви та руйнування в навколишніх селах, на дахи яких прилетіли ворожі бомби. Під час авіаударів російськими військами по житловим районам мирного населення, міста Суми по вулиці Роменській загинув Прийменко Артем 2006 р. н. неодноразовий чемпіон чемпіонатів України з боротьби самбо, — написав тренер. 

### 9 березня
В ніч з 9 на 10 березня російська ворожа авіація скинула 5 бомб на територію дитячого табору. Одна бомба влучила прямо в житловий корпус: половина будинку знищена, в іншій половині вціліли лише стіни. Повністю розбиті приміщення котельні. Зараз відключені всі комунікації і немає опалення. Від ударної хвилі в таборі «Зоряний» вибито всі вікна та двері.

### 10 березня
У ніч проти 10 березня 2022 року російська авіація бомбила село Битиця. Внаслідок атаки по центру села здійснено два влучання, одна з вирв, глибиною близько 2 м. Били в одне й те ж місце — офіс агрофірми «ЛСК-11». Навпроти знаходилася сільська рада, її приміщення наразі відновленню не підлягає, як і два інших будинки поблизу. Загалом пошкоджено 25 будинків. Зруйновано пам'ятник полеглим під час Другої світової війни, що був навпроти будинку колишньої сільської ради. Одна людина загинула — директор агрофірми, одна людина отримала контузію.

### 13 березня
13 березня у 22 500 абонентів на Сумщині не було електропостачання. За інформацією обласної військової адміністрації пошкодження внаслідок обстрілів є в Охтирці, Тростянці, Лебедині та Сумах.

## 2024

### 25 квітня
По Сумській громаді окупанти завдали один авіаудар КАБом.

### 26 квітня
Здійснено два авіаудара КАБами по Сумській міській громаді. Отримала поранення одна людина.

### 11 травня
Ворог завдав ракетний удар по інфраструктурі передмістя обласного центру. Внаслідок ворожого ракетного удару загинула жінка 1987 року народження, отримавши множинні поранення несумісні з життям.

### 12 травня
Ворог завдав ракетний удар по околиці міста Суми (1 вибух).

### 7 серпня
Ворог завдав два авіаудару КАБами.

### 8 серпня
По громаді здійснено авіаудари КАБ (3 вибухи). Отримав поранення 1 місцевий мешканець.

### 11 серпня
Завдано два авіаудари КАБами. Травмовано дитину 9 років.

### 13 серпня
Зранку ворог завдав ракетно-авіаційного удару по об'єктах інфраструктури Сум. Постраждало двоє людей. В однієї людини — гостра реакція на стрес (отримала допомогу на місці); в іншої — мінно-вибухова травма (направлена на лікування в стаціонарі). У КНП «Сумський обласний клінічний кардіологічний центр» виявили пошкодження покриття ґанку та точкові пошкодження по всій площі даху.

### 17 серпня
Був ракетний удар (1 вибух).

### 20 серпня
Здійснено один удар FPV-дроном.

### 21 серпня
Здійснено ракетний обстріл громади(1 вибух).

### 24 серпня
Внаслідок авіаційно-ракетного удару (2 влучання) по приватному сектору міста Суми, станом на 23 год 00 хв. поранено сім людей, двоє — у важкому стані. Є пошкодження житлових будинків у приватному секторі, також у кількох багатоповерхівках повилітали вікна. Крім того, є пошкодження близько 10 житлових будинків у одному з сіл Сумського району. Попередньо — поранені двоє мирних людей. Один із поранених, 40-річний чоловік з міста Сум, помер у лікарні внаслідок отриманих травм, повідомляє Кордон.Медіа. 25 серпня штаб з ліквідації наслідків НС продовжує роботу. Серед постраждалих — 8 людей. Одна людина, на жаль, померла у лікарні, двоє перебувають на стаціонарному лікуванні, п'ятеро — амбулаторному. Загалом пошкоджено 29 будівель, з них 25 приватних, 3 багатоповерхівки та одна офісно-виробнича споруда. Водопостачання у житлових будинках наявне, без електроенергії залишилися 52 абоненти, без газопостачання один будинок.

### 25 серпня
Здійснено авіаудари (КАБ) (3 вибухи) по приватному сектору Сумської громади.. Внаслідок вечірнього обстрілу 3 цивільні особи поранені. За попередньою інформацією, серед мирного населення є загиблі. На місці працюють всі необхідні служби. Постраждалим надається медична допомога.

### 30 серпня
Вночі ворог завдав авіаційного удару по цивільній інфраструктурі міста Суми, в результаті чого здійнялась пожежа. Внаслідок пожежі спостерігається задимлення повітря в окремих мікрорайонах міста. Попередньо в результаті ворожого удару є потерпілі. Над ліквідацією наслідків працюють усі аварійно-рятувальні служби. Інформація про наслідки уточнюється. За даними слідства,  близько 01:30, застосовуючи заборонені міжнародним правом методи ведення війни, ворог завдав авіаудару по підприємству в місті Суми. Унаслідок атаки окупантів поранено, за попередніми даними, 9 осіб. Наразі триває ліквідація наслідків пожежі. Прокурори у взаємодії з іншими правоохоронцями документують наслідки обстрілів. Досудове розслідування проводить Управління Служби безпеки України в Сумській області, повідомили в обласній прокуратурі. За уточненими даними за 30.08.2024 о 01.30 внаслідок авіаційного удару по Сумам (КАБ 1 од.) загинула 1 та травмовано 13 цивільних осіб, пошкоджено будівлю та складське приміщення підприємства.

### 1 вересня
Ввечері ворог наніс ракетний удар по приміщенню закладу освіти, де розташований центр соціально-психологічної реабілітації дітей та дитячий будинок. Внаслідок атаки відбулось часткове руйнування будівлі та загоряння. Вибуховою хвилею пошкодило 6 багатоквартирних житлових будинків. О 23:08 виявленні осередки горіння вдалось оперативно ліквідувати.
За попередньою інформацією травмовано 18 людей з них 6 дітей. Також попередньо відомо про різного роду пошкодження в 10 багатоповерхівках на вулицях Сумської тероборони та Романа Атаманюка.

## 2025

### 26 липня
Вдень російські окупанти завдали удар по будівлі Сумської обласної державної адміністрацію. Внаслідок російської атаки пошкоджене приміщення адміністрації: зруйнований вхід, вибиті вікна, уламками пошкоджено фасад будівлі. Вибуховою хвилею пошкоджена будівля навпроти та кав'ярню.

### 30 липня
Місто Суми знову було атаковано «шахедами», пролунало два вибухи. Перший БпЛА влучив по об'єкту критичної інфраструктури, другий — знову по будівлі Сумської обласної державної адміністрацію.